# Mike Teunissen
Mike Teunissen (ur. 25 sierpnia 1992 w Ysselsteyn) – holenderski kolarz szosowy, zawodnik należącej do dywizji UCI WorldTeams drużyny Team Jumbo-Visma.

## Najważniejsze osiągnięcia
2013
- 1. miejsce w Rabo Baronie Breda Classic

2014
- 1. miejsce w Paryż-Roubaix U23
- 1. miejsce w Rabo Baronie Breda Classic
- 1. miejsce w Paryż-Tours U23

2015
- 1. miejsce w prologu Tour de l’Ain

2018
- 2. miejsce w Dwars door Vlaanderen

2019
- 1. miejsce w Quatre Jours de Dunkerque
  - 1. miejsce na 5. i 6. etapie
- 1. miejsce w ZLM Tour
- 1. miejsce na 1. i 2. etapie Tour de France

2021
- 3. miejsce w Danmark Rundt
- 3. miejsce w Tour of Norway
  - 1. miejsce w klasyfikacji punktowej

2023
- 1. miejsce na 1. etapie Tour of Norway